# Artur Wołyński
Artur Wołyński ps. Andrzej (ur. w 1844, zm. w 1893) − polski historyk emigracyjny, duchowny katolicki, członek korespondent Towarzystwa Muzeum Narodowego Polskiego w Rapperswilu od 1890 roku. 

## Życiorys
Był członkiem warszawskiej Organizacji Miejskiej. Jako seminarzysta przy katedrze św. Jana w Warszawie był sekretarzem i kurierem Wydziału Spraw Zagranicznych Rządu Narodowego. Przebywając we Włoszech został członkiem Polskiej Agencji Dyplomatycznej we Florencji i w Rzymie. Jesienią 1863 przedstawił projekt utworzenia w Paryżu Archiwum Rządu Narodowego, który jednak nie został zrealizowany. W czerwcu 1864 Wołyński wywiózł z Warszawy do Paryża część dokumentów Wydziału Spraw Zagranicznych. Na emigracji przez przeszło 20 lat zbierał dokumenty Organizacji Narodowej. Prowadził obfitą korespondencję z członkami władz powstania i z jego uczestnikami, próbując uzyskać od nich i usystematyzować zbiór archiwalny powstania styczniowego. Był członkiem Ligi Polskiej.
Dzięki jego staraniom w zbiorach Biblioteki Muzeum Polskiego w Rapperswilu wyodrębniono zbiór pod nazwą Archiwum Rządu Narodowego 1863-1864. Zbiory tego muzeum przeniesiono w 1927 do Warszawy, gdzie uległy spaleniu w czasie bombardowania w 1939.
Założył Muzeum Mikołaja Kopernika przy Uniwersytecie Rzymskim. Był czynny w życiu włoskiej Polonii. Jest autorem licznych prac historycznych.